# Aethocauda decora
Aethocauda decora är en insektsart som beskrevs av Williams 1976. Aethocauda decora ingår i släktet Aethocauda och familjen Derbidae. Inga underarter finns listade i Catalogue of Life.